# Desmacellidae
Desmacellidae é uma família de esponjas marinhas da ordem Poecilosclerida.

## Gêneros
- Biemna Gray, 1867
- Desmacella Schmidt, 1870
- Dragmatella Hallmann, 1917
- Microtylostylifer Dendy, 1924
- Neofibularia Hechtel, 1965
- Sigmaxinella Dendy, 1897